# إديث إيزاك
إديث إيزاك (بالإنجليزية: Edith Isaacs)‏ هي ناقدة وصحفية وكاتِبة أمريكية، ولدت في 27 مارس 1878، وتوفيت في 10 يناير 1956.